# غواصة يو-135
كانت الغواصة يو-135 واحدة من 329 غواصة خدمت في البحرية الإمبراطورية الألمانية خلال الحرب العالمية الأولى.